# Президентские выборы в Иране (2013)
Президентские выборы в Иране прошли 14 июня 2013 года и стали 11-ми выборами президента. На них избран новый, седьмой по счёту, Президент Ирана. Махмуд Ахмадинежад был президентом страны два срока и не мог претендовать на третий.
Победил центрист Хасан Рухани.

## Изменения избирательного закона
В октябре 2012 года были внесены изменения в закон о президентских выборах. Кандидат на пост президента страны должен быть не моложе 45 и не старше 75 лет, иметь по меньшей мере степень магистра, либо эквивалентную ей степень традиционных исламских школ высшего образования.

## Кандидаты
Официальная регистрация кандидатов проводилась с 7 по 11 мая 2013 года.
Следующие кандидаты заявили о желании баллотироваться на выборах:

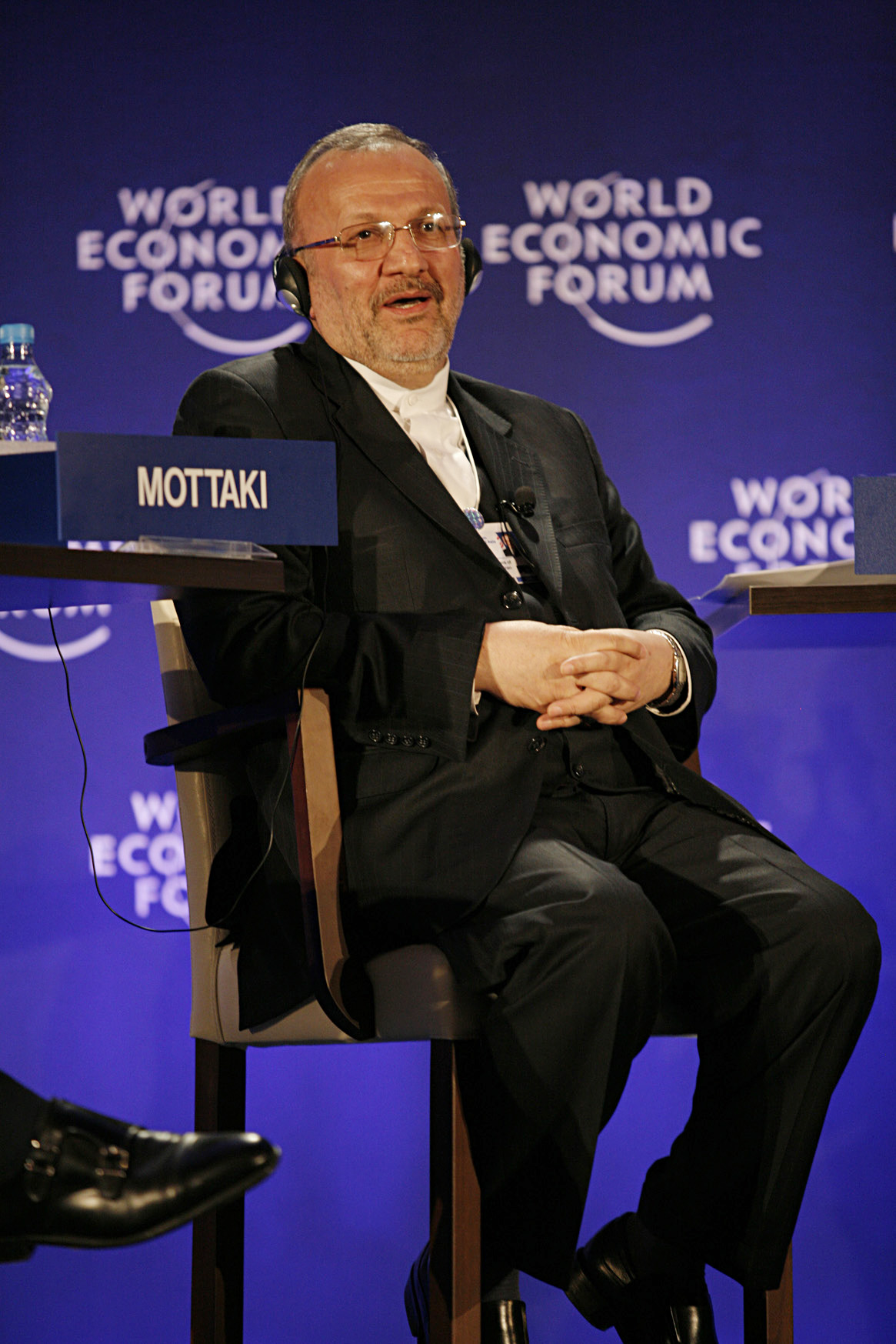
Манучехр Моттаки (Консерватор)
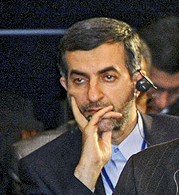
Эсфандияр Рахим Машаи (Консерватор)
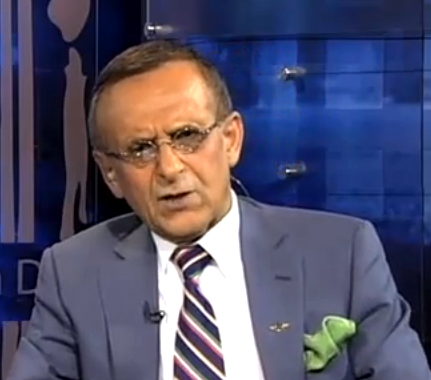
Хушанг Амирахмади (беспартийный)
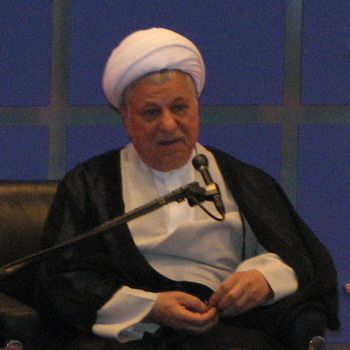
Али Акбар Хашеми Рафсанджани (реформатор)

- Манучехр Моттаки, министр иностранных дел Ирана (2005—2010)[4].
- Исфандияр Рагим Мешайи, глава офиса президента Ирана[5].
- Хушанг Амирахмади, научный работник и политический аналитик.
- Али Акбар Хашеми Рафсанджани — президент Ирана (1989—1997)[6].

### Утвержденные кандидаты

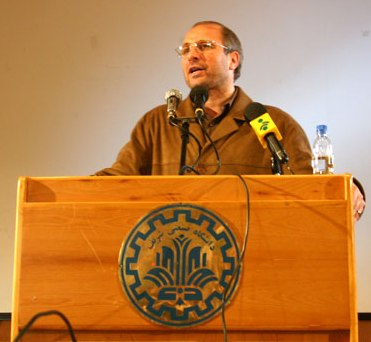
Галибаф, Мохаммад-Багер
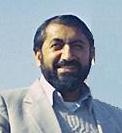
Гарази, Мохаммад
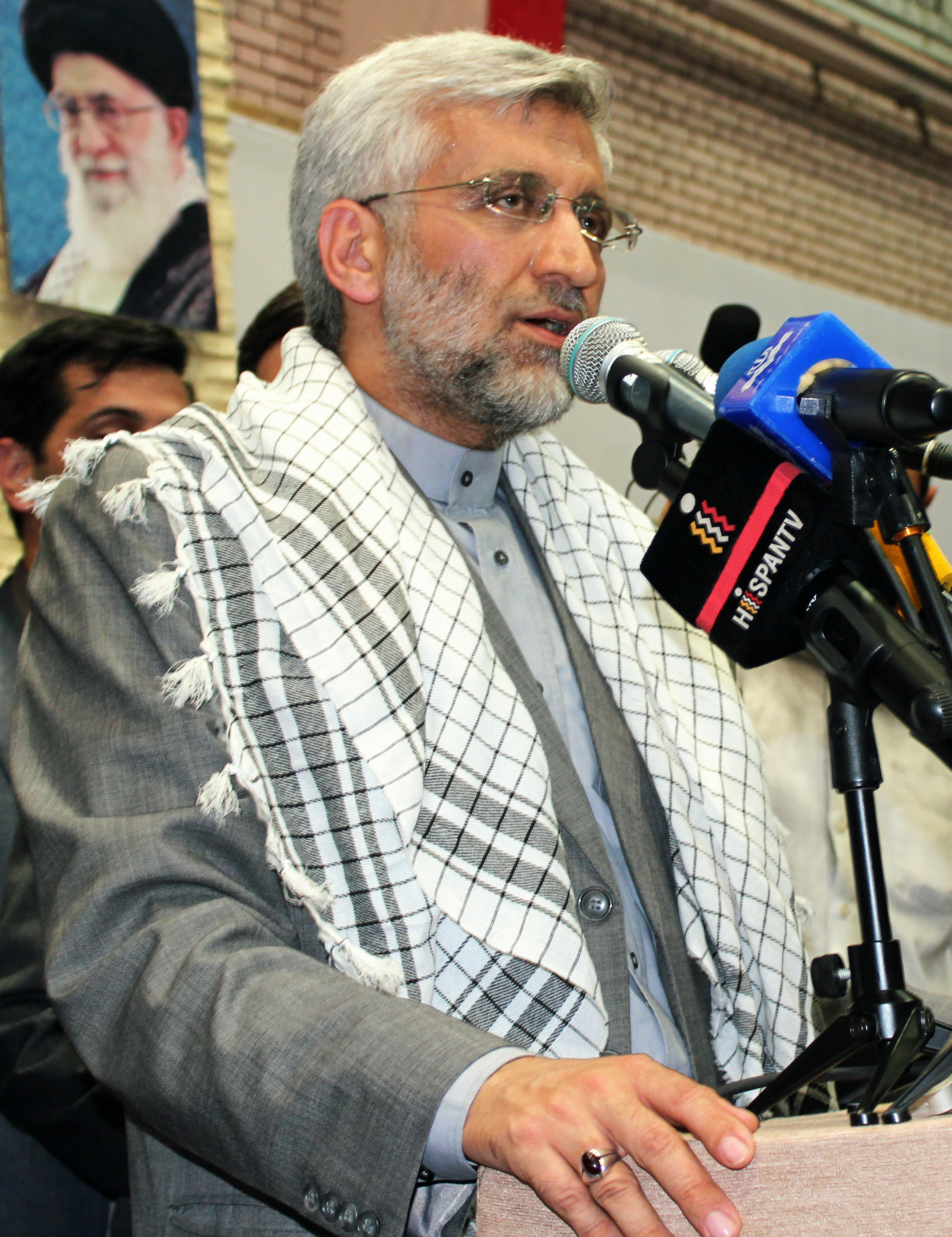
Джалили, Саид
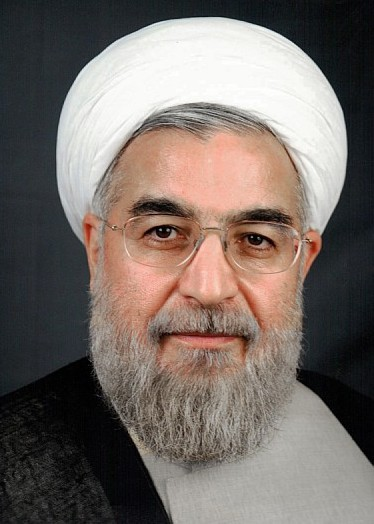
Рухани, Хасан

### Кандидаты, выбывшие во время президентской гонки
10 июня стало известно, что Голям-Али Хаддад Адель снимает свою кандидатуру с президентских выборов. А 11 июня свою кандидатуру с президентских выборов снял Мохаммад-Реза Ареф.

## Результаты
| Кандидаты                           | Кандидаты                           | Партия                                | Голоса     | %     |
| ----------------------------------- | ----------------------------------- | ------------------------------------- | ---------- | ----- |
|                                     | Хасан Рухани                        | Ассоциация боевого духовенства        | 18,613,329 | 50,71 |
|                                     | Мохаммад-Багер Галибаф              | Исламское общество инженеров          | 6,077,292  | 16.55 |
|                                     | Саид Джалили                        | Front of Islamic Revolution Stability | 4,168,946  | 11.35 |
|                                     | Мохсен Резайи                       | Moderation and Development Party      | 3,884,412  | 10.58 |
|                                     | Али Акбар Велаяти                   | Islamic Coalition Party               | 2,268,753  | 6.18  |
|                                     | Мохаммад Гарази                     | беспартийный                          | 446,015    | 1.21  |
| Действительные голоса               | Действительные голоса               | Действительные голоса                 | 35,458,747 | 96.61 |
| Пустые и недействительные бюллетени | Пустые и недействительные бюллетени | Пустые и недействительные бюллетени   | 1,245,409  | 3.39  |
| Всего голосов                       | Всего голосов                       | Всего голосов                         | 36,704,156 | 72,70 |
| Зарегистрированные избиратели       | Зарегистрированные избиратели       | Зарегистрированные избиратели         | 50,483,192 | 100   |
| Источник: МВД Ирана.                |                                     |                                       |            |       |